# Carmentis
Carmentis, másik nevén Carmenta, római nimfa. Árkádiából származott. Fiával, Evanderrel együtt ment Itáliába, ahová magával vitte az írás tudományát. Az ének és a jóslás értőjeként közel állt a Camenákhoz. Később Rómában istennőként tisztelték, évente megünnepelték, a szülő nők segítőjének tartották.